# Rommerode
Rommerode ist der nach Einwohnerzahl zweitgrößte Stadtteil von Großalmerode im nordhessischen Werra-Meißner-Kreis.

## Geographische Lage
Rommerode liegt im Südostteil des Kaufunger Waldes, innerhalb des Geo-Naturparks Frau-Holle-Land (Werratal.Meißner.Kaufunger Wald), südöstlich des Hirschbergs (643,4 m) und westlich des Exbergs (505,5 m). Es befindet sich rund 3 km südlich der Großalmeroder Kernstadt und etwa 5 km nordöstlich von jener Hessisch Lichtenaus auf etwa 415 bis 510 m ü. NHN. Nordöstlich bzw. östlich des Dorfes liegen die beiden Exbergseen, denen der Werra-Zufluss Wehre entfließt, welche die Ortschaft erst östlich tangiert, um dann durch die südlichen Ortslagen zu fließen.

## Geschichte
Gerodet wurde der Ort als fränkische Ansiedlung innerhalb eines von Reichenbach-Walburg ausgehenden Siedlungsverbandes auf ehemaligem Reichsgut, wahrscheinlich des Königshofes Walburg, in der Zeit vom 9. bis 10. Jahrhundert.
Aufgrund der urkundlichen Ersterwähnung von 1109, in der der Ort noch „Rodemanerodeh“ genannt wird, ist zu schließen, dass die Rodung durch einen adligen Grundherrn veranlasst wurde und die 15 Familien mit etwa 60 Personen hauptsächlich von der Land- und Viehwirtschaft lebten. Da die Zahl der Einwohner 1539 immer noch 15 Feuerstellen, also 15 Familien mit etwa 60 Personen, betrug, ist anzunehmen, dass sich in der Zeit von 430 Jahren in dem bäuerlichen Dorf nicht viel veränderte.
Im Laufe der Jahrhunderte hatte auch Rommerode unter der Last der Abgaben an zahlreiche Grundherren zu leiden, unter anderem an den Adel von Hundelshausen, von Berge, von Felsberg, von Bischoffshausen, das Haus Hambach und die Klöster Germerode und Kaufungen. Diese zu leistenden Abgaben und die Unfruchtbarkeit des Ackerbodens führte zur Not der Bewohner, die mit allerlei Nebentätigkeiten gezwungen waren, ihren Lebensunterhalt sicherzustellen. So werden unter den Tätigkeiten neben Ackermännern und Fruchttreibern auch Salzführer, Salztreiber, Leinweber und Raschmacher genannt.
Der Ort gehörte bis 1821 zum hessischen Amt Lichtenau und danach zum Landkreis Witzenhausen. Während der französischen Besetzung gehörte der Ort zum Kanton Lichtenau im Königreich Westphalen (1807–1813).
Anstelle einer archivalisch zu erschließenden älteren Kirche wurde 1838/39 die bestehende evangelische Kirche nach Plänen von Landbaumeister Johann Friedrich Matthei errichtet. Der klassizistische Saalbau mit eingestelltem, hohem Westturm, in dem eine 1600 von dem in Kassel ansässigen Glockengießer Merten Has gegossene Glocke die Zeiten überdauert hat, besaß bis in die 1960er Jahre seine bauzeitliche Ausstattung, von der heute noch die U-förmig umlaufende Empore, die Kanzel und die 1842 zu datierende Orgel zeugen. Bemerkenswert ist der ehemalige Gerichtsplatz mit Steintisch und Steinbank vor der Kirche, was diesen Platz als zentralen Ort der Siedlung ausweist. 
Nach vorausgegangenen Kriegen, die auch an Rommerode nicht spurlos vorüber gingen, vergrößerte sich vom ersten Drittel des 19. Jahrhunderts bis 1866 durch die Einstellung der Salzproduktion in Sooden die Not zahlreicher Salzstraßendörfer, so auch in Rommerode. Missernten, der Verlust überseeischer Absatzgebiete für Leinweber und Raschmacher, führten neben den revolutionären Ereignisse dieser Zeit auch in Rommerode zu zahlreichen Auswanderungen. Die wirtschaftlichen und sozialen Verhältnisse verbesserten sich erst 1868 mit der Braunkohleförderung der Zeche Marie. Mit ihr, dem Bahnanschluss 1883/84 und der Inbetriebnahme von Fabrikanlagen der „Vereinigte Großalmeroder Thonwerke (VGT)“ 1897, erfolgte der schrittweise Wandel vom Bauerndorf zur Industriegemeinde.
Zum 1. Januar 1974 wurde die bis dahin selbständige Gemeinde Rommerode im Zuge der Gebietsreform in Hessen kraft Landesgesetz in die Stadt Großalmerode eingegliedert. Für Rommerode wie für alle nach Großalmerode eingegliederten Gemeinden sowie für die Kernstadt wurden Ortsbezirke mit Ortsbeirat und Ortsvorsteher nach der Hessischen Gemeindeordnung gebildet.
Seitdem hat sich in Rommerode einiges zum Vorteil verändert, so letztlich u. a. im Rahmen des Dorferneuerungsprogramms die Sanierungen der Kirche und der Eichenwaldsiedlung, einer ehemaligen Arbeitersiedlung der VGT, 2007 ausgezeichnet mit dem Hessischen Denkmalschutzpreis.

## Bevölkerung

### Einwohnerentwicklung
| Quelle: Historisches Ortslexikon |                                                                      |
| • 1539:                          | 16 Mann                                                              |
| • 1575/85:                       | 22 Hausgesesse                                                       |
| • 1681:                          | 36 Hausgesesse                                                       |
| • 1747:                          | 48 Mannschaften mit 50 Feuerstellen                                  |
| • 1961:                          | 1083 evangelische (= 85,41 %), 159 katholische (= 12,54 %) Einwohner |

| Rommerode: Einwohnerzahlen von 1778 bis 2019 | Rommerode: Einwohnerzahlen von 1778 bis 2019 | Rommerode: Einwohnerzahlen von 1778 bis 2019 | Rommerode: Einwohnerzahlen von 1778 bis 2019 | Rommerode: Einwohnerzahlen von 1778 bis 2019 |
| --- | -------------------------------------------- | -------------------------------------------- | -------------------------------------------- | -------------------------------------------- |
| Jahr |                                              |                                              |                                              | Einwohner                                    |
| 1778 | 1778                                         |                                              | 218                                          | 218                                          |
| 1800 | 1800                                         |                                              | ?                                            | ?                                            |
| 1834 | 1834                                         |                                              | 396                                          | 396                                          |
| 1840 | 1840                                         |                                              | 455                                          | 455                                          |
| 1846 | 1846                                         |                                              | 484                                          | 484                                          |
| 1852 | 1852                                         |                                              | 517                                          | 517                                          |
| 1858 | 1858                                         |                                              | 471                                          | 471                                          |
| 1864 | 1864                                         |                                              | 488                                          | 488                                          |
| 1871 | 1871                                         |                                              | 488                                          | 488                                          |
| 1875 | 1875                                         |                                              | 496                                          | 496                                          |
| 1885 | 1885                                         |                                              | 517                                          | 517                                          |
| 1895 | 1895                                         |                                              | 519                                          | 519                                          |
| 1905 | 1905                                         |                                              | 751                                          | 751                                          |
| 1910 | 1910                                         |                                              | 872                                          | 872                                          |
| 1925 | 1925                                         |                                              | 929                                          | 929                                          |
| 1939 | 1939                                         |                                              | 972                                          | 972                                          |
| 1946 | 1946                                         |                                              | 1.271                                        | 1.271                                        |
| 1950 | 1950                                         |                                              | 1.321                                        | 1.321                                        |
| 1956 | 1956                                         |                                              | 1.274                                        | 1.274                                        |
| 1961 | 1961                                         |                                              | 1.268                                        | 1.268                                        |
| 1967 | 1967                                         |                                              | 1.348                                        | 1.348                                        |
| 1970 | 1970                                         |                                              | 1.415                                        | 1.415                                        |
| 1980 | 1980                                         |                                              | ?                                            | ?                                            |
| 1990 | 1990                                         |                                              | ?                                            | ?                                            |
| 2000 | 2000                                         |                                              | ?                                            | ?                                            |
| 2011 | 2011                                         |                                              | 1.032                                        | 1.032                                        |
| 2015 | 2015                                         |                                              | 918                                          | 918                                          |
| 2019 | 2019                                         |                                              | 978                                          | 978                                          |
| Datenquelle: Historisches Gemeindeverzeichnis für Hessen: Die Bevölkerung der Gemeinden 1834 bis 1967. Wiesbaden: Hessisches Statistisches Landesamt, 1968. Weitere Quellen: bis 1970; Stadt Großalmerode; Zensus 2011 |                                              |                                              |                                              |                                              |

### Einwohnerstruktur 2011
Nach den Erhebungen des Zensus 2011 lebten am Stichtag, dem 9. Mai 2011, in Rommerode 1032 Einwohner. Darunter waren 30 (2,9 %) Ausländer.
Nach dem Lebensalter waren 168 Einwohner unter 18 Jahren, 402 zwischen 18 und 49, 237 zwischen 50 und 64 und 228 Einwohner waren älter. Die Einwohner lebten in 438 Haushalten. Davon waren 111 Singlehaushalte, 135 Paare ohne Kinder und 144 Paare mit Kindern, sowie 39 Alleinerziehende und 9 Wohngemeinschaften. In 90 Haushalten lebten ausschließlich Senioren und in 279 Haushaltungen lebten keine Senioren.

### Erwerbstätigkeit
| • 1724: | Erwerbspersonen: eine Amtsperson, 17 Leinweber, 6 Schreiner, ein Schmied, ein Müller, ein Glaser und Fenstermacher, ein Raschmacher, zwei Bergleute, 28 Ackerleute, 13 Taglöhner, 2 Hirten; zusammen: 73 |

## Politik
Für Rommerode besteht ein Ortsbezirk (Gebiete der ehemaligen Gemeinde Rommerode) mit Ortsbeirat und Ortsvorsteher nach der Hessischen Gemeindeordnung.
Der Ortsbeirat besteht aus fünf Mitgliedern. Bei den Kommunalwahlen in Hessen 2021 betrug die Wahlbeteiligung zum Ortsbeirat 48,27 %. Alle Kandidaten gehörten der Liste „Bürger für Rommerode“ an. Der Ortsbeirat wählte Steffen Prauß zum Ortsvorsteher.

## Verkehr

### Straßenverkehr
Rommerode liegt nahe der alten Sälzerstraße. Im Straßendorf zweigt die Landesstraße 3299 (Rommerode–Walburg) von der L 3225 (Epterode–Rommerode–Friedrichsbrück) ab. Im nördlich der Ortschaft liegenden Faulbach zweigt die als Stichstraße nach Epterode führende Kreisstraße 45 (Am Holzrain–Epteroder Straße) von der L 3225 ab; im Süden des Dorfs zweigt die K 42 von der L 3299 ab, die ostwärts nach Laudenbach verläuft.

### Schienenverkehr
Der Ort hatte von 1883 bis 1973 einen Bahnhof an der Bahnstrecke Walburg–Großalmerode West. 1973 wurde der Personen-, 2002 der Güter- und damit der Gesamtverkehr auf der Strecke eingestellt und diese stillgelegt. Nahe Rommerode zweigte von der Bahnstrecke nach Großalmerode seit 1935 die Bahnstrecke Steinholz–Hirschhagen ab, die, als Werkbahn der Sprengstofffabrik Hessisch Lichtenau erbaut, nach 1945 als Industrieanschlussbahn des Industriegebietes Hirschhagen genutzt und inzwischen ebenfalls stillgelegt wurde.